# 长尾豪猪
长尾豪猪（学名：Trichys fasciculata）是啮齿目豪猪科的一种，分布于苏门答腊、婆罗洲以及马来半岛。